# Wäinö Wickström
Wäinö Waldemar Wickström (19. ledna 1890 Mikkeli – 13. února 1951 Helsinky) byl finský rychlobruslař.
Závodil od roku 1906, kdy se poprvé představil na finském šampionátu a také na Mistrovství světa. V roce 1910 se na Mistrovství Evropy umístil na čtvrté příčce, na světovém šampionátu byl pátý. Na MS 1913 skončil čtvrtý. Největšího úspěchu dosáhl na Mistrovství světa 1914, na kterém získal bronzovou medaili. Poslední závody absolvoval v roce 1917.